# 움베르토 에코
움베르토 에코(Umberto Eco [umˈbɛrto ˈɛːko][*], 1932년 1월 5일 ~ 2016년 2월 19일)는 알레산드리아에서 태어난 이탈리아의 기호학자, 미학자, 언어학자, 철학자, 소설가, 역사학자이다. 볼로냐 대학의 교수로 재직했으며, 기호학뿐만 아니라 건축학, 미학도 강의했다.
그는 토마스 아퀴나스의 철학에서 퍼스널 컴퓨터에 이르기까지 다방면에 걸쳐 지식을 쌓은 박식한 사람이다. 에코는 토마스 아퀴나스의 철학과 중세를 배경으로 한 소설에서부터 현대의 대중문화와 가상현실에 대한 담론에 이르기까지 미학, 기호학, 문학, 에세이, 문화 비평 등의 영역에서 이론과 실천의 경계를 넘나들며 경이로운 저술 활동을 펼쳤다. 지식계의 T-Rex(티라노사우르스)로 불릴 만큼 엄청난 양의 독서에서 비롯된 깊이 있는 비평과 수필글로도 유명하다.
본격 추리소설 <장미의 이름>으로 전 세계 지식인들의 찬사를 받았으며, 기호학자의 면모를 유감없이 보여준 <푸코의 진자>는 독자들의 찬사와 교황청의 비난을 한몸에 받으며 커다란 반향을 일으켰다. 그 밖의 작품으로 <폭탄과 장군>(1988), <세 우주 비행사>(1988) 등 동화가 있다. 이론서로는 <토마스 아퀴나스의 미학의 문제> <열린 작품> <기호학 이론> 등 다수가 있으며 2009년 열린책들에서 전집이 출간되었다.

## 소설
- 《장미의 이름》 이윤기 옮김  1980년,  1986년
- 《푸코의 진자》 이윤기 옮김  1988년,  1990년
- 《전날의 섬》 이윤기 옮김  1994년,  1996년
- 《바우돌리노》 이현경 옮김  2000년,  2002년
- 《로아나 여왕의 신비한 불꽃》 이세욱 옮김  2004년,  2008년
- 《프라하의 묘지》  2011년,  2013년

## 이론서
- 《미의 역사》 이현경 옮김
- 《추의 역사》 오숙은 옮김
- 《궁극의 리스트》 오숙은 옮김

## 에세이
- 《가재걸음》, 김희정 옮김

## 대담집
- 《책의 우주》움베르토 에코, 장클로드 카리에르 대담집, 임호경 옮김, 978-89-329-1084-0

## 전집
2004년 열린책들에서 소설과 동화책을 제외한 철학, 기호학, 문학 이론, 문화 비평, 칼럼 등 에코가 50여년간 출간한 대부분의 저작을 모아 <움베르토 에코 마니아> 컬렉션이라는 이름으로 전집을 출간하였다. 총25권인 이 전집에는 비평 에세이 8종, 문학 이론 7종, 기호학 5종, 대중문화 3종, 미학 및 철학 저서 2종이 포함되어 있다.
1. 《중세의 미학》 손효주 옮김 978-89-329-0876-2 —『중세의 미와 예술』신판
2. 《애석하지만 출판할 수 없습니다》 이현경 옮김 978-89-329-0877-9 —『작은 일기』신판
3. 《매스컴과 미학》 978-89-329-0896-0
4. 《구조의 부재》 김광현 옮김 978-89-329-0897-7 —『기호와 현대 예술』신판
5. 《기호: 개념과 역사》 978-89-329-0898-4
6. 《가짜 전쟁》 김정하 옮김 978-89-329-0899-1
7. 《일반 기호학 이론》 김운찬 옮김 978-89-329-0900-4
8. 《대중문화의 이데올로기》 김운찬 옮김 978-89-329-0901-1 —『대중의 슈퍼맨』신판
9. 《논문 잘 쓰는 방법》 김운찬 옮김 978-89-329-0878-6
10. 《이야기 속의 독자》 김운찬 옮김 978-89-329-0879-3 —『소설 속의 독자』신판
11. 《장미의 이름 작가 노트》 이윤기 옮김 978-89-329-0887-8 —『장미의 이름 창작 노트』신판
12. 《기호학과 언어 철학》 김성도 옮김 978-89-329-0902-8
13. 《예술과 광고》 김효정 옮김 978-89-329-0903-5
14. 《해석의 한계》 김광현 옮김 978-89-329-0895-3
15. 《세상의 바보들에게 웃으면서 화내는 방법》 이세욱 옮김 978-89-329-0888-5
16. 《작가와 텍스트 사이》 움베르토 에코, 리처드 로티, 조너선 컬러, 크리스틴 브루크로즈 공저, 손유택 옮김 978-89-329-0889-2 —『해석이란 무엇인가』신판
17. 《하버드에서 한 문학 강의》 손유택 옮김 978-89-329-0890-8 —『소설의 숲으로 여섯 발자국』신판
18. 《세상 사람들에게 보내는 편지》 카를로 마리아 마르티니 공저, 이세욱 옮김 978-89-329-0880-9 —『무엇을 믿을 것인가』신판
19. 《신문이 살아남는 방법》 김운찬 옮김 978-89-329-0884-7 —『누구를 위하여 종은 울리나 묻지 맙시다』신판
20. 《칸트와 오리너구리》 박여성 옮김 978-89-329-0904-2
21. 《언어와 광기》 김정신 옮김 978-89-329-0893-9
22. 《거짓말의 전략》 김운찬 옮김 978-89-329-0885-4 —『낯설게하기의 즐거움』신판
23. 《책으로 천년을 사는 방법》 김운찬 옮김 978-89-329-0891-5 —『미네르바 성냥갑』신판
24. 《민주주의가 어떻게 민주주의를 해치는가》 김운찬 옮김 978-89-329-0892-2 —『미네르바 성냥갑』신판
25. 《나는 독자를 위해 글을 쓴다》 김운찬 옮김 978-89-329-0894-6 —『움베르토 에코의 문학 강의』신판